# التحالف للتجديد الديمقراطي
التحالف للتجديد الديمقراطي (بالفرنسية: Alliance pour le Renouveau Démocratique) هو حزب سياسي في النيجر.

## التاريخ
تأسس الحزب عام 2010. في الانتخابات العامة لعام 2011، رشح عثمان يوسفو أوبانداواكي كمرشح رئاسي؛ واحتل المركز السابع من بين عشرة مرشحين بنسبة 2٪ من الأصوات. حصل الحزب على 0.5٪ فقط من الأصوات للجمعية الوطنية، وفشل في الفوز بمقعد.
رشح الحزب لوان ماغاغي كمرشح رئاسي له في الانتخابات العامة لعام 2016، لكنه فشل في التقدم إلى الجولة الثانية من التصويت. لكن الحزب فاز بمقعدين في الجمعية الوطنية بعد زيادة حصته في التصويت إلى 1.5٪. دعم الحزب الرئيس الحالي محمد يوسفو في الجولة الثانية من التصويت، وبعد ذلك، في أبريل 2016، عين يوسفو ماغاغي في الحكومة كوزير للعمل الإنساني وإدارة الكوارث.

## روابط خارجية
- الموقع الرسمي